# Victoria Williams
Victoria Williams (* 23. Dezember 1958 in Shreveport, Louisiana) ist eine Sängerin und Songwriterin, die seit langem in Südkalifornien ansässig ist. 

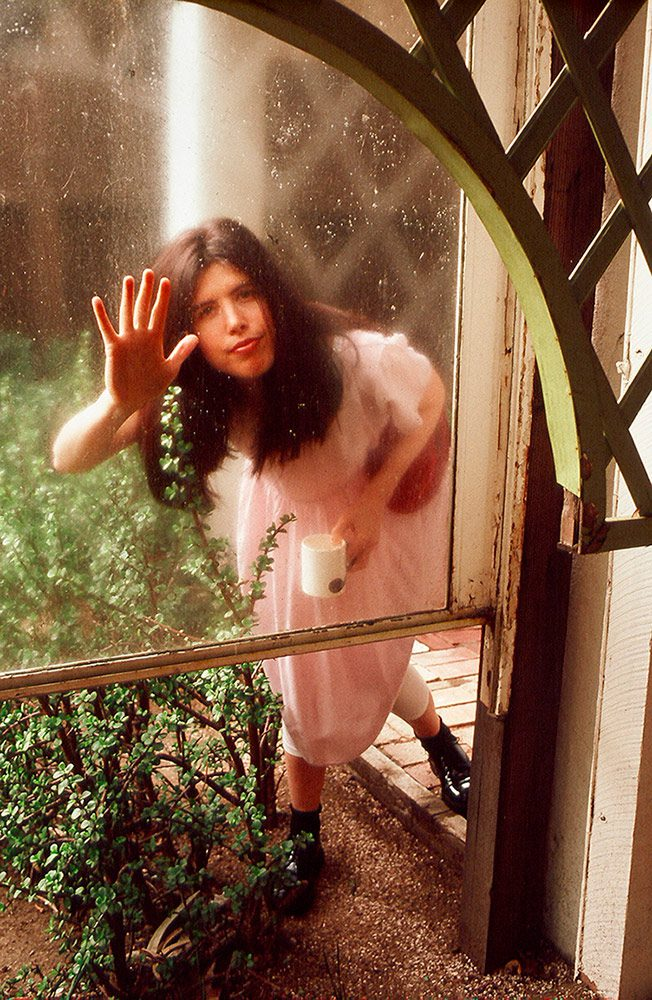
Victoria Williams.

## Werdegang
Viele ihrer Songs beschreiben den ländlichen Süden der USA („Main Road“, „Crazy Mary“, „Polish Those Shoes“). Sie findet auch Inspiration in der Natur („Century Plant“, „Weeds“, „Why Look at the Moon“) und in Alltäglichkeiten („Shoes“, „Frying Pan“).
1984 erschien What A Wonderful World, eine Single-Vinylschallplatte mit zwei Songs.
1986 arbeitete sie mit ihrem damaligen Ehemann Peter Case an seinem Debüt-Album, ein Jahr später folgte ihr eigenes Debüt, Happy Come Home, produziert von Anton Fier. 1990 veröffentlichte sie Swing the Statue. Sie arbeitete auch im Studio und auf Konzerten mit der Band Giant Sand.
1993 erkrankte sie an Multipler Sklerose. 1994 nahm eine Vielzahl an Künstlern (u. a. Pearl Jam, Lou Reed, Soul Asylum, Lucinda Williams, Maria McKee, Michael Penn, Evan Dando) eine CD mit Williams’ Liedern als Tribute-/Benefiz-Projekt auf, genannt Sweet Relief: A Benefit for Victoria Williams. Dies führte zur Bildung des Sweet Relief Fund, einer Wohltätigkeitsorganisation, die professionellen Musikern im Falle von Krankheit hilft. 1993 erschien auch ihr drittes Album Loose.
Ebenfalls in diesem Jahr beteiligte sich Williams am Tribute-Album Strong Hand of Love für den Songwriter Mark Heard, der 1992 gestorben war. Im Dezember nahm sie an einem Weihnachtskonzert mit Jane Siberry, Holly Cole, Mary Margaret O’Hara und Rebecca Jenkins teil, das über CBC Radio in Kanada und National Public Radio in den USA ausgestrahlt wurde und später auf CD veröffentlicht wurde als Count Your Blessings.
1996 erschien eine weitere CD „Sweet Relief II“ als Benefiz-Projekt für den Musiker Vic Chesnutt. Neben Vic Chesnutt Song-Interpretationen von u. a. Garbage, R.E.M., Kristin Hersh, Joe Henry & Madonna enthält sie auch ein Duett von Victoria Williams und Vic Chesnutt: „God Is Good“.
1995 veröffentlichte Williams ihr erstes Live-Album This Moment in Toronto With the Loose Band. Williams beendete die 1990er mit dem Album Musings of a Creekdipper 1998, dem 2000 Water to Drink folgte.
Ihre Gabe, Standards neues Leben einzuhauchen, zunächst auf ihren Konzerten, führte 2002 zur CD Sings Some Ol' Songs, auf dem sie Klassiker wie „Somewhere Over the Rainbow“, „My Funny Valentine“ und „Moon River“ singt.
Victoria Williams tourt regelmäßig mit ihrem Ex-Ehemann Mark Olson (früher in der Band The Jayhawks) unter dem Namen der „Original Harmony Ridge Creek Dippers“ (bzw. „Mark Olson & The Creekdippers“) Sie produzierten sieben Alben, zumeist mit Olsons Kompositionen. Victoria erscheint auf den Platten z. T. unter dem Pseudonym „Mabel Allbright“.

## Diskographie (ohne Singles und Compilations)

### Victoria Williams
- Happy Come Home (1987)
- Swing the Statue! (1990)
- Loose (1993)
- This Moment in Toronto (1995)
- Musings of a Creekdipper (1998)
- Water to Drink (2000)
- Sings Some Ol' Songs (2002)

### The Original Harmony Ridge Creek Dippers / Mark Olsen & The Creekdippers
- The Original Harmony Ridge Creek Dippers (1997)
- Pacific Coast Rambler (1998)
- Zola and the Tulip Tree (1999)
- My Own Jo Ellen (2000)
- December's Child (2002)
- Political Manifest (2004)
- Mystic Theatre (2004)